# تاتسویوکی تومییاما
تاتسویوکی تومییاما (انگلیسی: Tatsuyuki Tomiyama؛ زادهٔ ۲۷ اوت ۱۹۸۲) بازیکن فوتبال اهل ژاپن است.